# Johan Christoffel Ramaer
Johan Christoffel Ramaer (Zutphen, 9 mei 1852 – 's-Gravenhage, 17 juni 1932) was een Nederlands waterbouwkundige,  Inspecteur-generaal bij Rijkswaterstaat, en non-fictie schrijver, bekend van zijn vele biografieën in het Nieuw Nederlandsch biografisch woordenboek en andere tijdschriften.

## Levensloop
Ramaer, zoon van Johannes Nicolaas Ramaer en Wilhelmine Henriette Gockinga, werd geboren in Zutphen. Zijn vader, doktor en psycholoog en oud-directeur van het Sint Joris Gasthuis te Delft, werkte in Zutphen als Inspecteur van het Geneeskundig staatstoezicht op krankzinnigen. Hij volgde de hogereburgerschool in Haarlem, en studeerde civiele techniek aan de Polytechnische School te Delft van 1870 tot 1874.

### Aspirant-ingénieur van Rijkswaterstaat
Na zijn afstuderen begon Ramaer 11 oktober 1874 als aspirant-ingénieur van Rijkswaterstaat onder Pieter Caland. Hij werd geplaatst in Utrecht, waar hij werkte aan plannen voor een kanaal tussen Amsterdam en de Rijn, waar pas in 1952 met het Amsterdam-Rijnkanaal werden gerealiseerd. Ramaer schreef in 1925 zelf over zijn eerste werkervaring:
Ik kwam bij de verschillende plannen voor een kanaal Amsterdam-Rijn onder Hogerwaard. Ik heb toen (1874) in 2½ maand meer geleerd van Hogerwaard dan later in tien jaren van andere chefs. Helaas werd het Rivierbeheer opgericht met 1 Januari 1875, en Rose (de toenmalige hoofdingenieur) kreeg gedaan dat Hogerwaard naar Gorkum ging, terwijl te Utrecht in zijne plaats kwam Blom, die wel goedig was, maar zich niet met mij bemoeide. Ik had toen plannen voor vijf richtingen te bestudeeren, waarvan één door Hubrecht (over Woerden), één door P. Caland over Kockengen, één door Waldorp (rechtdoor), één door Amsterdam werd gewenscht (door de Geldersche vallei). Eindelijk een vijfde, dat door niemand goed werd gevonden; namelijk de verbetering van de bestaande Keulsche vaart. Natuurlijk is die er gekomen; zooals men hier te lande altijd het minst goede kiest.

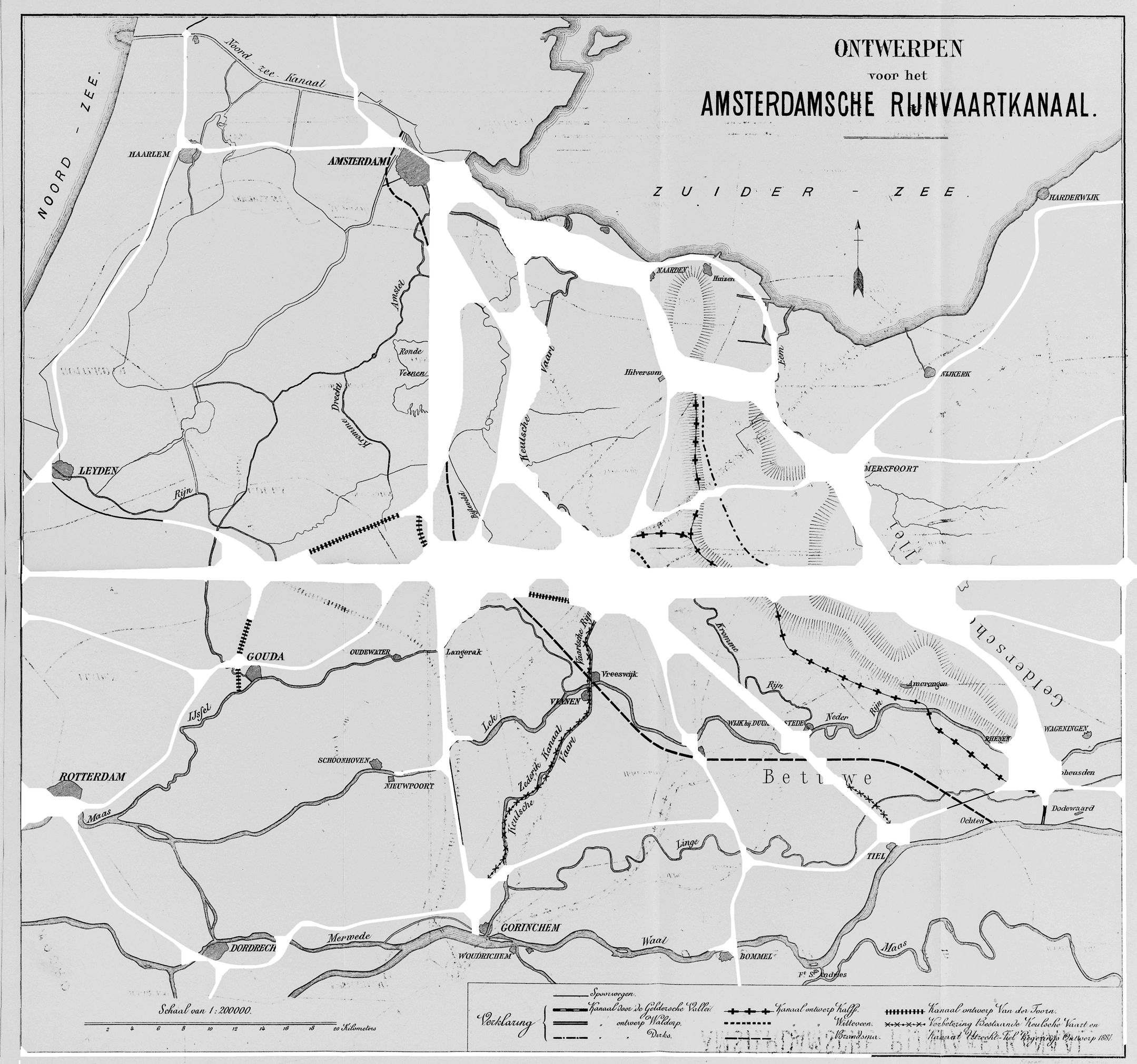
Ontwerpen voor het Amsterdamsche Rijnvaartkanaal, 1881

Ramaer zou contact blijven houden met zijn eerste chef, Martinus Bartholomeus George Hogerwaard (1842-1925), hoofd van de Provinciale Waterstaat in Zeeland (1882-1907) naar wie de Hogerwaardpolder is vernoemd. Het ontwerp van een Amsterdam-Rijn kanaal bleef hem ook bezighouden, en in 1881 publiceerde hij hierover een eerste brochure, getiteld "De twaalf ontwerpen voor het Amsterdamsche Rijnvaartkanaal." En drie jaar voor zijn dood in 1929 publiceerde hij zijn laatste brochure hierover, waar hij een kanaal door de Gelderse Vallei aanbeval.

### Verdere carrière bij Rijkswaterstaat
Ramaer werkte in totaal vierenveertig jaar in dienst van Rijkswaterstaat. In 1912 werd hij benoemd tot Inspecteur-generaal (IG), een hoge ambtenaar die rechtstreeks rapporteert aan de minister. En de laatste vier jaar tot zijn pensionering in 1918 nam hij met zijn ambtgenoot de dienst waar van de hoofdinspecteur-generaal. 
Met de jaren had Ramaer onder andere meegewerkt aan rivierbeheer, aan verdere verbetering van de Nieuwe Waterweg, die in 1874 was gerealiseerd, en aan de aanleg van het Merwedekanaal, die in 1892 officieel in gebruik werd genomen.  

### Auteurschap
In de latere jaren publiceerde Ramear enige historische werken, en talloze biografieën. Voor het Nieuw Nederlandsch biografisch woordenboek alleen al publiceerde hij zo'n 850 biografieën.
Ramaer hield zich als waterstaatsingenieur ook bezig met de historische geografie van Laag Nederland. Hij bestudeerde o.a. de ontwikkeling van de Haarlemmermeer en de geschiedenis van kanalen en waterstaatkundige projecten. Ook leverde hij, evenals Beekman, bijdragen aan de ‘Geschiedkundige atlas van Nederland’.

### Maatschappelijke betrokkenheid
Ramaer was actief bij het Koninklijk Instituut van Ingenieurs, het Koninklijk Nederlands Aardrijkskundig Genootschap, die hem tot erelid benoemde, de Hollandsche Maatschappij der Wetenschappen in Haarlem, het letterkundig-historisch genootschap Maatschappij der Nederlandse Letterkunde, het Bataafs Genootschap voor Proefondervindelijke Wijsbegeerte en de Vereeniging van Delftsche Ingenieurs.

### Personalia
Ramaer was getrouwd met Cornelia Magdalena Witsen Elias, lid van de familie Elias, en ze kregen samen drie zoons en twee dochters, van wie de twee oudste kinderen op (zeer) jonge leeftijd overleden.

## Waardering
In zijn biografie in Biografisch Woordenboek van Nederland bestempelde Harry Lintsen Ramaer als "een levende encyclopedie." 
... Hij beschikte over een omvangrijke feitenkennis en een stalen geheugen voor gebeurtenissen, personen en jaartallen. Hij had een talent voor het schrijven van biografieën, die in verschillende tijdschriften verschenen. Een aanzienlijke bijdrage leverde hij aan het Nieuw Nederlandsch Biografisch Woordenboek, waarvoor hij de levensschetsen van een groot aantal personen, onder wie ingenieurs van betekenis, schreef. 
In Amsterdam in Slotervaart, in Rotterdam in Lombardijen, in Delft, in Haarlem, en in Hoofddorp zijn straten naar hem vernoemd. 

## Publicaties
- De twaalf ontwerpen voor het Amsterdamsche Rijnvaartkanaal, Nijhoff, 1881.
- Geographische geschiedenis van Holland bezuiden de Lek en Nieuwe Maas in de middeleeuwen, 1899.
- Religie in verband met politiek in Nederland, 1909.
- Het verdrag met België, 1925.
- Het koninkrijk der Nederlanden, 1831-1931, 1931.